# Szucsou klasszikus kertjei
Szucsou (Suzhou) klasszikus kertjei a kínai kert művészetének kiemelkedő példái, Kína legnevezetesebb turisztikai látványosságai közé tartoznak és az UNESCO világörökségi listáján szerepelnek 1997 illetve 2000 óta. A kelet-kínai Csiangszu (Jiangsu) tartományban, Szucsou (Suzhou) városában találhatók.
A kertek csaknem ezer év alatt, a 11. századtól a 19. századig terjedő korban jöttek létre. A kertépítés kínai tudósai romantikus tájakat hoztak létre az adott területen a természetesre emlékeztető módon, sziklákkal, patakokkal, dombokkal és pavilonokkal, pagodákkal.
A híressé vált szucsou (suzhou)i kerteket Kína-szerte utánozták, még a császári parkokban is.  Az UNESCO értékelése szerint a kertek a kínai tájépítészet kétezer éves fejlődését mutatják be.
Ezek a kertek a Ming-dinasztia derekán érték meg legnagyobb virágzásukat, amikor közel 200 ilyen magánpark volt a városban.  Mára 69 kertet sikerült megőrizni, 1997-ben és 2000-ben közülük nyolcat, valamint még egyet a közeli Tungli (Tongli) városkából a világörökség részévé nyilvánítottak. A világörökségi helyszínek felülvizsgálati programja keretében ezeket a kerteket is átfogó terv keretében felügyelik, ami kiterjed a rutinszerű karbantartástól a programozott fenntartási projektekre egyaránt.
A szucsou (suzhou)i kertépítészet neves mesterei voltak: Csan Liang (Zhang Liang), Csi Cseng (Ji Cheng), Ko Jü-liang (Ge Yuliang), és Csen Cung-csou (Chen Congzhou).

## A kilenc klasszikus kert
| Kép | Név | Felvétel éve |
| --- | --- | ------------ |
|     | Szerény hivatalnok kertje (Más fordításban: Az egyszerű ember politikája kert) (拙政园/拙政園; Zhuōzhèng Yuán) | 1997         |
|     | Megmaradt kert (留园/留園; Liú Yuán)                                                                           | 1997         |
|     | Hálók mesterének kertje (网师园/網師園; Wǎngshī Yuán)                                                          | 1997         |
|     | Átfogó szépség hegyi villája (环秀山庄/環秀山莊; Huánxiù Shānzhuāng)                                           | 1997         |
|     | Páros visszavonulás kertje (耦园/耦園; Ŏu Yuán)                                                                | 2000         |
|     | Művelés kertje (艺圃/藝圃; Yì Pǔ)                                                                              | 2000         |
|     | Kavargó hullámok pavilonjának kertje (沧浪亭/滄浪亭; Cāng Làng Tíng)                                           | 2000         |
|     | Oroszlánliget (狮子林园/獅子林園; Shī Zǐ Lín Yuán)                                                             | 2000         |
|     | Visszavonulás és elmélkedés kertje (退思园/退思園; Tuìsī Yuán)                                                 | 2000         |

## Fordítás
- Ez a szócikk részben vagy egészben  a   Classical Gardens of Suzhou című angol Wikipédia-szócikk ezen változatának fordításán alapul.  Az eredeti cikk szerkesztőit annak laptörténete sorolja fel. Ez a jelzés csupán a megfogalmazás eredetét és a szerzői jogokat jelzi, nem szolgál a cikkben szereplő információk forrásmegjelöléseként.